# ヤコブス・ヴァン・コートランド
ヤコブス・ヴァン・コートランド（Jacobus Van Cortlandt, 1658年 - 1739年）は、アメリカの商人。1710年から1711年まで、および1719年から1720年までニューヨーク市長を務めた。
1691年頃、現在のブロンクス区のヴァン・コートランド公園に当たる地区をジョン・バレットから購入した。
1739年に死亡した。
孫の一人ジョン・ジェイは「アメリカ合衆国建国の父」の一人で、初代アメリカ合衆国最高裁判所長官である。そして、孫の一人オーガスタス・ヴァン・コートランドは市の職員だった。